# Johannes Dyba
Johannes Dyba (Berlino, 15 settembre 1929 – Fulda, 23 luglio 2000) è stato un arcivescovo cattolico tedesco.

## Biografia
Monsignor Johannes Dyba nacque a Berlino il 15 settembre 1929 ed era il terzo dei quattro figli di Felix e Johanna Dyba, nata Brüll. Entrambi i genitori erano insegnanti. Venne battezzato nella chiesa parrocchiale di San Giorgio del quartiere Pankow di Berlino.

### Formazione e ministero sacerdotale
Frequentò la scuola dell'obbligo e i primi anni delle superiori nel quartiere Tegel di Berlino. Nel 1941 si trasferì a Heilbad Heiligenstadt a causa del crescente pericolo di attacchi aerei alleati su Berlino. Rimase in quella città fino al 1947 e lì proseguì gli studi.
Dopo la scuola, attraversò illegalmente il confine della Repubblica Democratica Tedesca nella zona di Fulda. Studiò giurisprudenza e scienze politiche presso il Collegio teologico-filosofico di Bamberga. Il 14 maggio 1949 entrò a far parte dell'Associazione degli studenti cattolici tedeschi "Fredericia". Dyba era coinvolto nella politica fin dai giorni del liceo. Fece parte del Comitato studentesco generale e tenne discorsi in favore dell'Unione Cristiano-Sociale in Baviera nella campagna elettorale del 1948. Nel 1949 ricevette una borsa di studio dall'Università Duke di Durham. Nel 1950 si trasferì all'Università di Denver. Al suo ritorno in patria si iscrisse all'Università di Heidelberg dove superò il primo esame di stato legale nel 1952. Seguì i suoi interessi politici come membro del comitato esecutivo federale e talvolta come sponsor di stampa del Comitato degli studenti cristiano-democratici. Fece parte anche dell'Associazione degli studenti cattolici tedeschi "Arminia" di Heidelberg.
Nell'estate del 1953 maturò la sua vocazione al sacerdozio e si iscrisse prima al convitto diocesano di Colonia e poi al collegio Albertinum di Bonn per seguire gli studi teologici all'Università locale. L'anno successivo ottenne il dottorato di ricerca in giurisprudenza all'Università di Heidelberg con uno studio sull'impatto della guerra nei trattati internazionali. Nel 1957 entrò nel seminario sacerdotale di Colonia.
Il 2 febbraio 1959 fu ordinato presbitero nel duomo di Colonia dal cardinale Josef Frings. Dopo un breve incarico pastorale nel quartiere Junkersdorf di Colonia assunse l'ufficio di vicario parrocchiale in una parrocchia del quartiere Barmen di Wuppertal. Nel settembre del 1960 venne messo a disposizione della Curia romana che doveva essere internazionalizzata in vista degli aggiornamenti conciliari. A Roma, Dyba studiò diritto canonico presso la Pontificia Università Lateranense e alla Pontificia accademia ecclesiastica, l'istituto che forma i diplomatici della Santa Sede. Nel 1962 ottenne il dottorato in utroque iure con una tesi sulle cause del sollevamento unilaterale di trattati e concordati internazionali.
Come diplomatico della Santa Sede, Dyba operò prima come addetto e poi come capo della sezione tedesca della seconda sezione della Segreteria di Stato della Santa Sede. Il 1º luglio 1966 gli conferì il titolo di cameriere pontificio. Nel corso della riforma post-conciliare della Curia romana voluta da papa Paolo VI, monsignor Dyba venne trasferito al servizio internazionale. Nel 1967 arrivò alla nunziatura apostolica a Buenos Aires e un anno dopo venne trasferito a L'Aia per assumere l'incarico di segretario del nunzio apostolico. Nel 1968 divenne membro ufficiale del Consiglio per gli affari pubblici della Chiesa. Nell'estate del 1972 venne trasferito come uditore alla nunziatura di Kinshasa dove fu anche incaricato d'affari in una situazione politicamente difficile per la Chiesa dopo che il nunzio fu espulso dal paese. Nel 1974 venne trasferito alla nunziatura apostolica a Il Cairo. Il 29 gennaio 1976 papa Paolo VI gli concesse il titolo di prelato d'onore di Sua Santità.
Dopo dieci anni di servizio diplomatico, monsignor Dyba fu richiamato a Roma nel 1977 per assumere l'incarico di sottosegretario della Pontificia commissione "Justitia et Pax".

### Ministero episcopale
Il 25 agosto 1979 papa Giovanni Paolo II lo nominò arcivescovo titolare di Neapoli di Proconsolare, pro-nunzio apostolico in Liberia e Gambia e delegato apostolico in Guinea e Sierra Leone. Ricevette l'ordinazione episcopale il 13 ottobre successivo nel duomo di Colonia dal cardinale Agostino Casaroli, segretario di Stato di Sua Santità, coconsacranti l'arcivescovo metropolita di Colonia Joseph Höffner e l'arcivescovo Duraisamy Simon Lourdusamy, segretario della Congregazione per l'evangelizzazione dei popoli. Prese residenza a Monrovia.
Nel 1983, dopo le dimissioni del vescovo Eduard Schick, il capitolo della cattedrale di Fulda lo elesse nuovo vescovo. Il 4 giugno 1983 papa Giovanni Paolo II lo nominò quindi vescovo di Fulda, mantenendo il titolo personale di arcivescovo. Prese possesso della diocesi il 4 settembre successivo. All'interno della Conferenza episcopale tedesca, monsignor Dyba guidò il gruppo di lavoro sul nuovo Codice di diritto canonico dal 1983 al 1989 e fece parte della commissione della Chiesa mondiale. Il 30 novembre 1990 papa Giovanni Paolo II gli affidò anche l'incarico di ordinario militare per la Germania. Fece parte dell'Ufficio centrale degli ordinari militari a Roma dal 1991 al 1999. Dal 1993 alla morte fu membro della Congregazione per i vescovi. Nel 1994 ricevette la gran croce dell'Ordine al merito di Germania.
Morì a Fulda il 23 luglio 2000 a causa di morte cardiaca improvvisa. È sepolto nella cappella di San Giovanni della cattedrale di Fulda.

## Opinioni
Monsignor Dyba era considerato uno dei rappresentanti più conservatori della Conferenza episcopale tedesca. Una eco speciale, anche all'interno della Chiesa cattolica mondiale, ebbe la sua decisione del settembre del 1993 di escludere la diocesi di Fulda dal sistema statale di consultazione familiare. Nel 1995, da quando in Germania passò una legge in materia di aborto che cercò di contemperare il permissivismo estremo dell'ex Germania Est con le maglie più strette dell'ex Germania Ovest. L'aborto rimase in linea di principio illegale, ma depenalizzato se compiuto nelle prime dodici settimane di gravidanza e se la donna incinta avesse presentato un "certificato di consulenza" rilasciato da un consultorio familiare autorizzato dallo Stato. La pietra dello scandalo, per il papa, era proprio qui. Perché tra i consultori autorizzati a dare il via libera all'aborto c'erano anche quelli della Chiesa: 265 su un totale di 1685. Quasi tutti i vescovi tedeschi però difesero sempre la loro presenza nei consultori pubblici. Fecero notare che dai consultori della Chiesa passavano anche molte donne non cattoliche e non praticanti. Una su quattro, in media, veniva persuasa a portare a termine la gravidanza. "E le altre ? Quelle che poi vanno ad abortire ? Dare loro il certificato è come dare loro la licenza d'uccidere", obiettarono gli avversari. Di questi, il capofila più autorevole fu proprio monsignor Johannes Dyba. Fin dal 1995 tirò fuori dalle strutture pubbliche i consultori della sua diocesi. E subito si capì che il papa era con lui. In quello stesso 1995, papa Giovanni Paolo II scrisse infatti nell'enciclica Evangelium Vitae che la Chiesa non deve farsi coinvolgere in alcun modo, nemmeno indiretto, in procedure che convalidino aborti. Dopo diversi mesi di discussione all'interno della Conferenza episcopale e con la Santa Sede, il papa concesse che i consultori della Chiesa potessero continuare a operare dentro le strutture pubbliche. Ma, quanto al certificato, esigette perentorio che da allora vi fosse aggiunta in calce la seguente frase: "Questo certificato non può essere utilizzato per l'esecuzione depenalizzata di aborti".
Monsignor Dyba si dichiarò contrario senza compromessi anche alla legalizzazione del matrimonio tra persone dello stesso sesso previsto dall'alleanza rossoverde del governo federale. In questo contesto definì l'omosessualità una "degenerazione". Fu critico anche verso la Federazione della gioventù cattolica tedesca che nel 1991 definì costituita da "verdi, di sinistra e ideologi anticlericali" e intraprese sforzi per fondare una propria organizzazione giovanile, la "Gioventù cattolica della diocesi di Fulda", e di ritirare i fondi provenienti dalla sua diocesi "per liberare le forze di buona volontà della gioventù cattolica da questa mafia".

## Critiche
Un ex chierichetto, sua madre e il suo avvocato hanno accusato Dyba di essere stato troppo permissivo nei confronti del clero sospettato di abusi sessuali su minori. 
Nel corso dell'indagine sugli abusi nella diocesi di Fulda, Dyba è stato accusato di non essersi assunto sufficienti responsabilità nel gestire le accuse di abusi durante il suo mandato di vescovo di Fulda. Egli aveva delegato la responsabilità al vescovo ausiliare di Fulda Johannes Kapp, che aveva la responsabilità generale del personale dal 1977 al 2003 ed era il capo del personale della diocesi. Il successore di Dyba, Michael Gerber, ha criticato il suo comportamento nella gestione delle accuse di abuso: "In qualità di vescovo, si ha sempre la responsabilità finale."

## Curiosità
Monsignor Dyba era un appassionato collezionista di cartoline. La sua vasta collezione di immagini litografiche tedesche rese in una serie di aste tenutesi dal 2001 al 2005 500 000 euro.

## Genealogia episcopale e successione apostolica
La genealogia episcopale è:
- Cardinale Scipione Rebiba
- Cardinale Giulio Antonio Santori
- Cardinale Girolamo Bernerio, O.P.
- Arcivescovo Galeazzo Sanvitale
- Cardinale Ludovico Ludovisi
- Cardinale Luigi Caetani
- Cardinale Ulderico Carpegna
- Cardinale Paluzzo Paluzzi Altieri degli Albertoni
- Papa Benedetto XIII
- Papa Benedetto XIV
- Papa Clemente XIII
- Cardinale Marcantonio Colonna
- Cardinale Giacinto Sigismondo Gerdil, B.
- Cardinale Giulio Maria della Somaglia
- Cardinale Carlo Odescalchi, S.I.
- Cardinale Costantino Patrizi Naro
- Cardinale Lucido Maria Parocchi
- Papa Pio X
- Papa Benedetto XV
- Papa Pio XII
- Cardinale Eugène Tisserant
- Papa Paolo VI
- Cardinale Agostino Casaroli
- Arcivescovo Johannes Dyba

La successione apostolica è:
- Vescovo Michael Joseph Cleary, C.S.Sp. (1981)
- Arcivescovo Ludwig Schick (1998)

## Araldica
| Stemma | Titolare                                   | Descrizione |
|        | Johannes Dyba Arcivescovo-vescovo di Fulda | Lo stemma è diviso in quattro parti. Nella prima e nella quarta parte vi è una croce nera in campo argento, lo stemma della diocesi di Fulda. Nella seconda parte vi sono tre corone, presenti anche sullo stemma della città di Colonia. Nella terza parte vi è un orso, animale presente nello stemma di Berlino. Monsignor Dyba stesso aveva definito le figure araldiche "i simboli della mia terra". L'orso berlinese si riferisce alle origini paterne, le tre corone alle origini materne e al luogo della sua ordinazione. Il motto "Filii Dei sumus" (Siamo figli di Dio) è tratto dalla Prima lettera di Giovanni. |

## Opere
- Der Einfluss des Krieges auf die völkerrechtlichen Verträge. Heidelberg, Diss. iur. 1954, XIV
- Die Gründe für die einseitige Aufhebung von internationalen Verträgen und Konkordaten. Rom, Diss. iur. utr., Lateran-Univ. 1962
- Das Wort des Bischofs. In: Bonifatiusbote. Kirchenzeitung für das Bistum Fulda, 1986–2000
- Geistige Grundlagen der europäischen Einigung. Melle, 1988.
- Karl Lehmann, Johannes Dyba: Zu den künftigen Aufgaben der Streitkräfte. Bonn, Kath. Militärbischofsamt, 1992
- Werner Kathrein (Hrsg.): Worte in die Zeit. Predigten, Ansprachen, Beiträge, im Auftr. d. Bischöfl. Domkapitels. Frankfurt am Main, 1994.